# ننتسینگ
ننتسینگ (به آلمانی: Nenzing) یک منطقهٔ مسکونی در اتریش است که در ناحیه بلودنتس واقع شده‌است. ننتسینگ ۶٬۰۳۲ نفر جمعیت دارد.